# Here She Comes Now/Venus in Furs
Here She Comes Now / Venus in Furs – singel, tzw. split, zespołów Nirvana oraz Melvins. Singel został wydany w 1000 egzemplarzy w 20 różnych kolorach. Oba utwory są coverami The Velvet Underground i pochodzą z albumu Heaven and Hell: A Tribute to The Velvet Underground, Volume One. W 2004 wersja Nirvany znalazła się na box secie With the Lights Out.